# Bo Johansson (tyngdlyftare)
Bo Valdemar Johansson, född 7 februari 1945 i Göteborg, är en svensk tyngdlyftare. Han tävlade för Mossebergs AK och Spårvägens GoIF.
Johansson tävlade för Sverige vid olympiska sommarspelen 1968 i Mexico City, där han slutade på fjärde plats i 90-kilosklassen.
Han blev svensk mästare i 82,5-kilosklassen 1967 samt i 90-kilosklassen 1968, 1969 och 1971. Johansson blev även svensk mästare i 110-kilosklassen 1973 och 1976.
Vid Världsmästerskapen i tyngdlyftning 1969 tog Johansson silver i mellantungvikt och 1971 tog han brons. Johansson tog även silver vid Europamästerskapen i tyngdlyftning 1968, 1969 och 1971 samt brons 1970. Han slog även världsrekord ett flertal gånger under sin karriär.